# Битва при Детерне
Битва при Детерне — сражение, которое состоялось в 1426 году близ селения Детерн в Восточной Фризии между правителем Восточной Фризии и союзными ему силами с одной стороны и восставшими против него хофтлингами с другой стороны. Битва ознаменовала собой прелюдию к восстанию против правления клана том Брок над Восточной Фризией.

## Ход битвы
В ходе сражения восточнофризская крестьянская армия под командованием Фокко Укены и Зибета Папинги разбила войска Ольденбурга, вызванные вождём Окко II том Броком ему на помощь, вместе с войсками Бременского архиепископства и графов Хойя, Дипхольца и Текленбурга, которые осадили Детерн. Фокко Укена — бывший приспешник Окко — разгромил объединённую бременско-ольденбургскую рыцарскую армию после того, как граф Ольденбурга Дитрих покинул своих союзников в ходе битвы. Граф Иоганн фон Ритберг, второй сын Отто II фон Ритберга и Конрад X фон Дипхольц, пали на поле боя. Архиепископ Николаус Ольденбургско-Дельменхорстский был захвачен в плен, но освобождён после переговоров с городским советом Бремена.